# Orlamünde
Orlamünde est une ville de Thuringe en Allemagne.

## Géographie
Orlamünde se situe au confluent de l'Orla et de la Saale, entre les villes d'Iéna et Rudolstadt.

## Histoire
La commune d'Orlamünde a été mentionnée pour la première fois dans un document officiel en 1039.